# Chrysanthemum
Chrysanthemum L., 1753 è un genere di piante angiosperme dicotiledoni della famiglia delle Asteraceae, sottofamiglia Asteroideae, tribù Anthemideae (Asian-southern African grade) e sottotribù Artemisiinae.

## Etimologia
Il nome generico latino (Chrysanthemum) deriva dal greco antico χρυσάνθεμον?, chrysánthemon, "crisantemo, fiore dorato", a sua volta da χρυσός, chrysós, "oro" e ἄνθεμον, ánthemon, "fiore". Originariamente avrebbe indicato il ranuncolo, per poi indicare le specie asiatiche.
Il nome scientifico del genere è stato definito dal botanico Carl Linnaeus (1707-1778) nella pubblicazione " Species Plantarum" ( Sp. Pl. 2: 887) del 1753.

## Descrizione

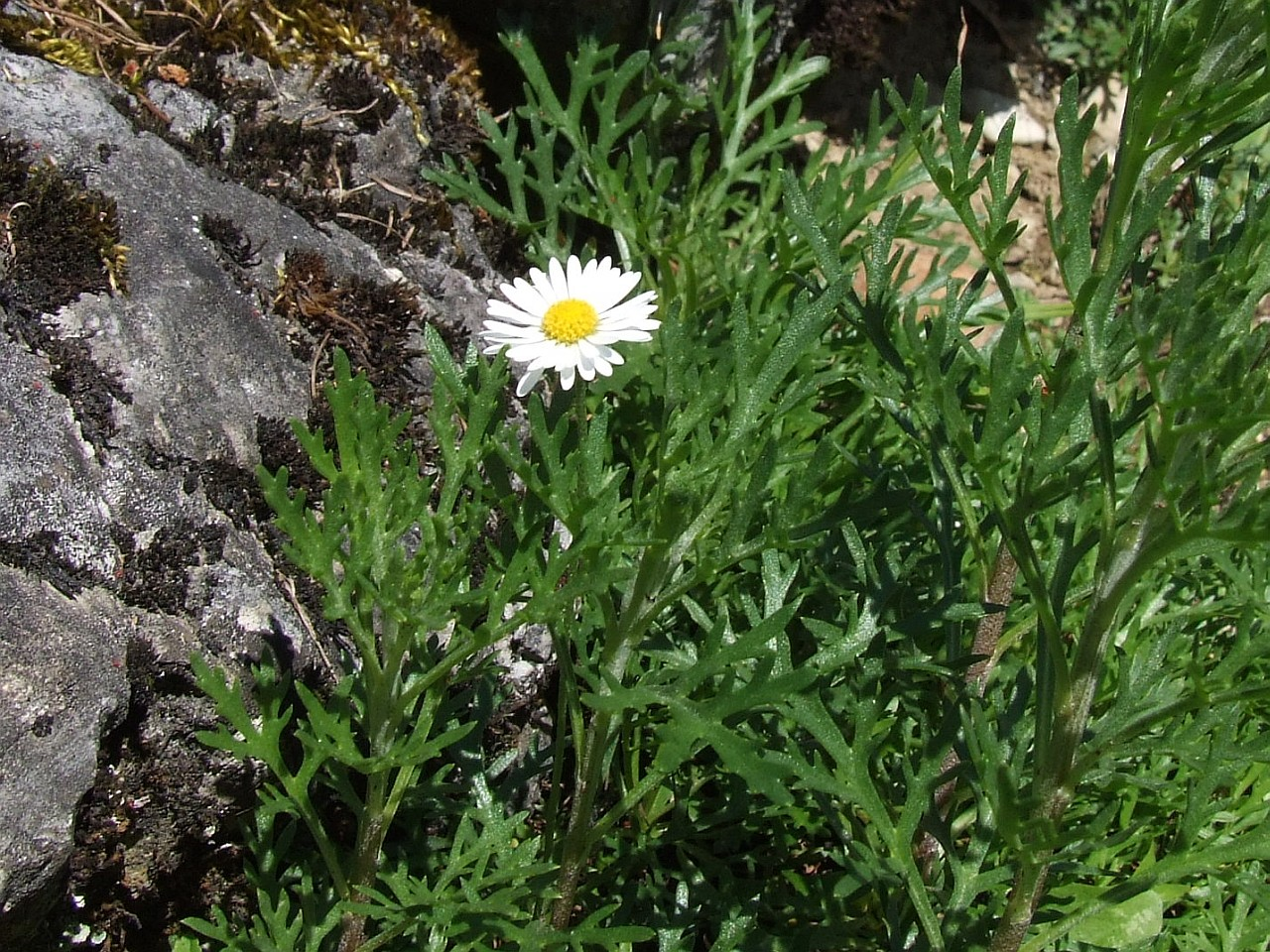
Il portamento
Chrysanthemum zawadskii

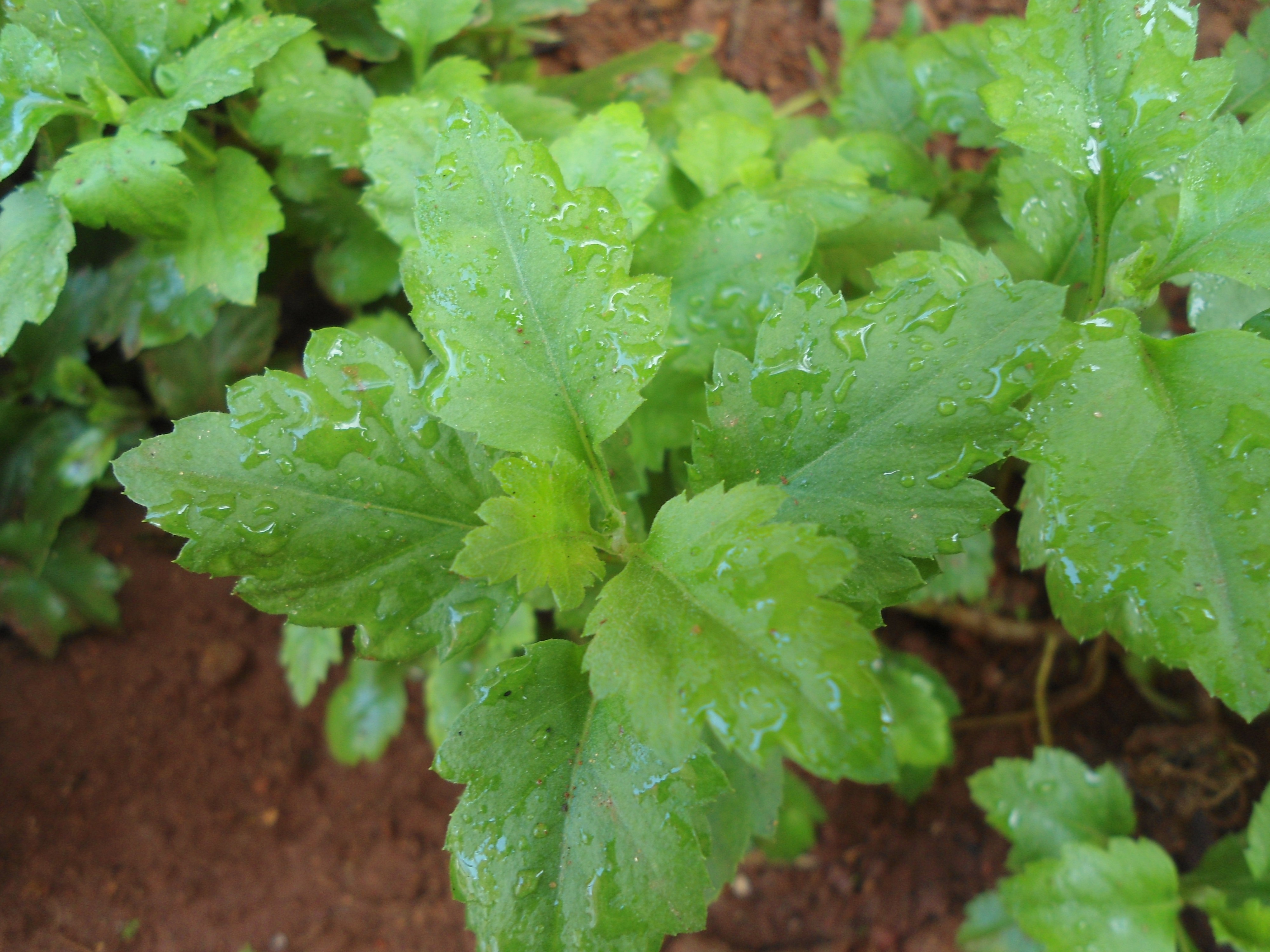
Le foglie
Chrysanthemum indicum

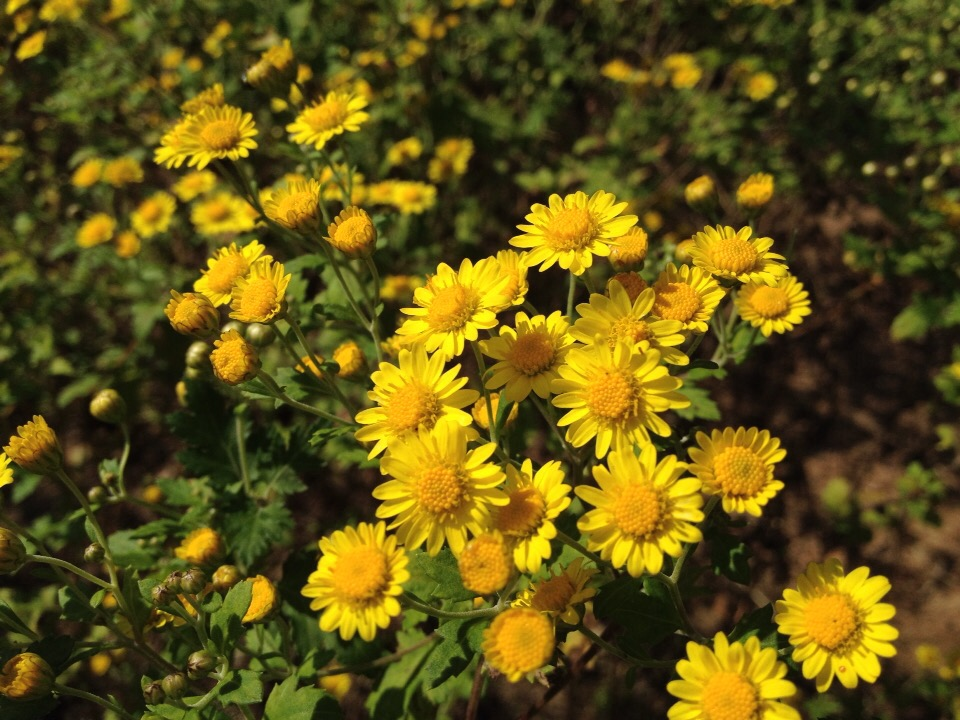
Infiorescenza
Chrysanthemum lavandulifolium

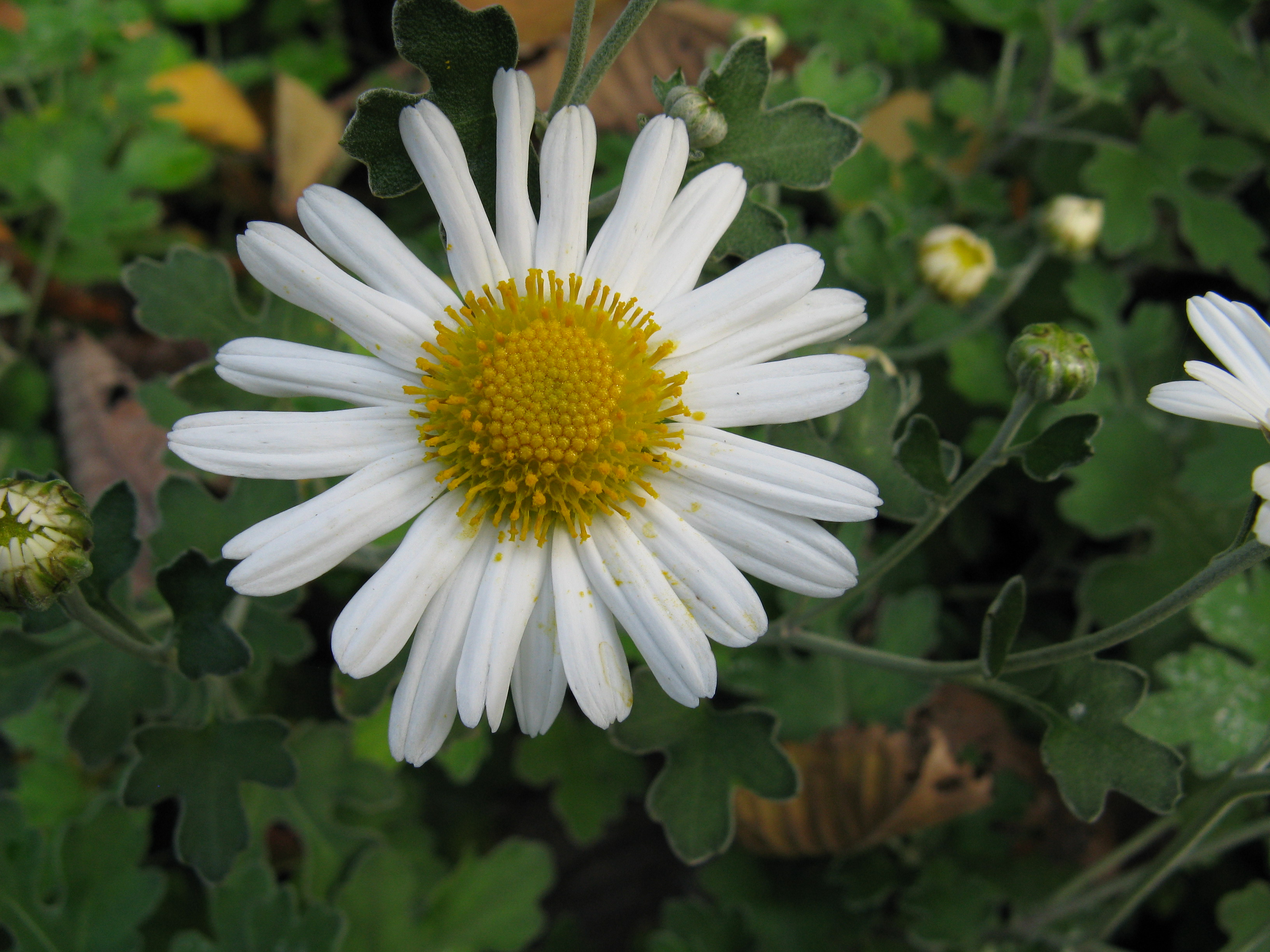
I fiori
Chrysanthemum japonense

Portamento. Le specie di questa genere sono erbe perenni, oppure subarbusti. L'indumento consiste in peli (medifissi o basifissi - secondo il tipo di attaccatura) oppure è assente.
Fusto. La parte aerea in genere è eretta, semplice o ramosa. 
Foglie. Le foglie lungo il caule sono disposte in modo alterno con lamina intera (raramemte), lobata, pennata o palmata. In alcune specie sono presenti delle rosette basali. 
Infiorescenza. Le sinflorescenze sono formate da capolini o solitari o raccolti in modo corimboso lasso. Le infiorescenze vere e proprie sono composte da un capolino terminale peduncolato di tipo radiato (con fiori eterogami). I capolini sono formati da un involucro, con forme da meniscoidi a coppa,  composto da diverse brattee, al cui interno un ricettacolo fa da base ai fiori di due tipi: fiori del raggio e fiori del disco. Le brattee, piatte e a consistenza erbacea, sono disposte in modo più o meno embricato su più serie (da 2 a 4). Il ricettacolo, da conico a convesso, è sprovvisto di pagliette avvolgenti la base dei fiori. Le brattee al margine a volte sono scariose e colorate di bruno. Diametro dell'involucro: 8 - 20 mm.
Fiori.  I fiori sono tetra-ciclici (formati cioè da 4 verticilli: calice – corolla – androceo – gineceo) e pentameri (calice e corolla formati da 5 elementi). Si distinguono in:
- fiori del raggio (esterni): sono femminili, fertili e sono disposti su una serie; la forma è ligulata (zigomorfa);
- fiori del disco (centrali): sono più numerosi con forme brevemente tubulose (attinomorfe); sono ermafroditi fertili.

- Formula fiorale:

*/x K {\displaystyle \infty }, [C (5), A (5)], G 2 (infero), achenio
- Calice: i sepali del calice sono ridotti ad una coroncina di squame.

- Corolla:

- fiori del raggio: la forma della corolla alla base è più o meno tubulosa-imbutiforme, mentre all'apice è ligulata con forme da lineari a ellittiche; la ligula può terminare con alcuni denti; il colore è bianco, rosa o giallastro; lunghezza del lembo: 8 - 60 mm;
- fiori del disco: la forma è tubulare bruscamente divaricata in 5 lobi; i lobi, patenti o eretti, hanno una forma deltata o più o meno lanceolata; il colore in genere è giallo.

- Androceo: l'androceo è formato da 5 stami (alternati ai lobi della corolla) sorretti da filamenti generalmente liberi e sottili; gli stami sono connati e formano un manicotto circondante lo stilo. Le antere possono essere sia di tipo basifissa che mediofissa (ossia attaccate al filamento per la base – nel primo caso; oppure in un punto intermedio – nel secondo caso).[13] Questa caratteristica ha valore tassonomico in quanto distingue i generi gli uni dagli altri. Normalmente le antere variano da ottuse (arrotondate) a leggermente appuntite alla base (o anche caudate); in alcune specie le appendici sono triangolari, lineari o ellittiche. Il tessuto endoteciale (rivestimento interno dell'antera) non è polarizzato. Il polline è sferico con un diametro medio di circa 25 micron;  è tricolporato (con tre aperture sia di tipo a fessura che tipo isodiametrica o poro) ed è più o meno echinato (con punte sporgenti).

- Gineceo: l'ovario è infero uniloculare formato da 2 carpelli. Lo stilo (il recettore del polline) è profondamente bifido (con due stigmi divergenti) e con le linee stigmatiche marginali separate o contigue. I due bracci dello stilo hanno una forma troncata e possono essere papillosi o ricoperti da ciuffi di peli.

Frutti. I frutti sono degli acheni con pappo. Gli acheni hanno una forma obovoide con 5 - 8 coste; l'apice in genere è arrotondato; il pericarpo, sottile, può possedere delle cellule mucillaginifere, mentre le sacche di resina sono assenti.

## Biologia
Impollinazione: l'impollinazione avviene tramite insetti (impollinazione entomogama tramite farfalle diurne e notturne).

Riproduzione: la fecondazione avviene fondamentalmente tramite l'impollinazione dei fiori (vedi sopra).

Dispersione: i semi (gli acheni) cadendo a terra sono successivamente dispersi soprattutto da insetti tipo formiche (disseminazione mirmecoria). In questo tipo di piante avviene anche un altro tipo di dispersione: zoocoria. Infatti gli uncini delle brattee dell'involucro (se presenti) si agganciano ai peli degli animali di passaggio disperdendo così anche su lunghe distanze i semi della pianta. Inoltre per merito del pappo (se presente) il vento può trasportare i semi anche a distanza di alcuni chilometri (disseminazione anemocora).

## Distribuzione e habitat
Le specie di questo genere sono distribuite in Nord America settentrionale e in Eurasia settentrionale.

## Sistematica
La famiglia di appartenenza di questa voce (Asteraceae o Compositae, nomen conservandum) probabilmente originaria del Sud America, è la più numerosa del mondo vegetale, comprende oltre 23.000 specie distribuite su 1.535 generi, oppure 22.750 specie e 1.530 generi secondo altre fonti (una delle checklist più aggiornata elenca fino a 1.679 generi). La famiglia attualmente (2021) è divisa in 16 sottofamiglie; la sottofamiglia Asteroideae è una di queste e rappresenta l'evoluzione più recente di tutta la famiglia.

### Filogenesi
Il gruppo di questa voce è descritto nella tribù Anthemideae, una delle 21 tribù della sottofamiglia Asteroideae). In base alle ultime ricerche nella tribù sono stati individuati (provvisoriamente) 4 principali lignaggi (o cladi): "Southern hemisphere grade", "Asian-southern African grade", "Eurasian grade" e "Mediterranean clade". Il genere  Chrysanthemum (insieme alla sottotribù Artemisiinae) è incluso nel clade Asian-southern African grade..
Da un punto di vista filogenetico il genere Chrysanthemum, nell'ambito della sottotribù, occupa una posizione centrale e fa parte del "Ajania Group". In particolare il genere di questa voce è  "fratello" del resto del gruppo (occupa cioè una posizione "basale" nel "Ajania Group").
I caratteri distintivi del genere sono:
- il portamento è erbaceo perenne o subarbustivo;
- la forma delle foglie è lobata (raramente intera o seghettata);
- l'involucro ha delle forme meniscoidi;
- i capolini hanno un numero maggiore di 10 raggi fiorali.

Il numero cromosomico delle specie di questo genere è: 2n = 18 (specie poliploidi).
In base all'"orologio molecolare" questo genere ha iniziato a divergere circa 0,5 milioni di anni fa insieme ai generi  Arctanthemum e Ajania.

### Elenco delle specie
Questo genere ha 34 specie:
A...G
- Chrysanthemum argyrophyllum Y.Ling
- Chrysanthemum arisanense Hayata
- Chrysanthemum bizarre C.Z.Shen
- Chrysanthemum chalchingolicum Grubov
- Chrysanthemum chanetii H.Lév.
- Chrysanthemum crassum (Kitam.) Kitam.
- Chrysanthemum dabieshanense Z.X.Fu, A.G.Zhen & Y.P.Ma
- Chrysanthemum dichrum (C.Shih) H.Ohashi & Yonek.
- Chrysanthemum foliaceum (G.F.Peng, C.Shih & S.Q.Zhang) J.M.Wang & Y.T.Hou
- Chrysanthemum glabriusculum (W.W.Sm.) Hand.-Mazz.

H...N
- Chrysanthemum horaimontanum Masam.
- Chrysanthemum hypargyreum Diels
- Chrysanthemum indicum L.
- Chrysanthemum japonense (Makino) Nakai
- Chrysanthemum lavandulifolium (Fisch. ex Trautv.) Makino
- Chrysanthemum longibracteatum (C.Shih, G.F.Peng & S.Y.Jin) J.M.Wang & Y.T.Hou
- Chrysanthemum makinoi Matsum. & Nakai
- Chrysanthemum maximoviczii Kom.
- Chrysanthemum morii Hayata
- Chrysanthemum naktongense Nakai
- Chrysanthemum nankingense Hand.-Mazz.
- Chrysanthemum neo-oreastrum C.C.Chang

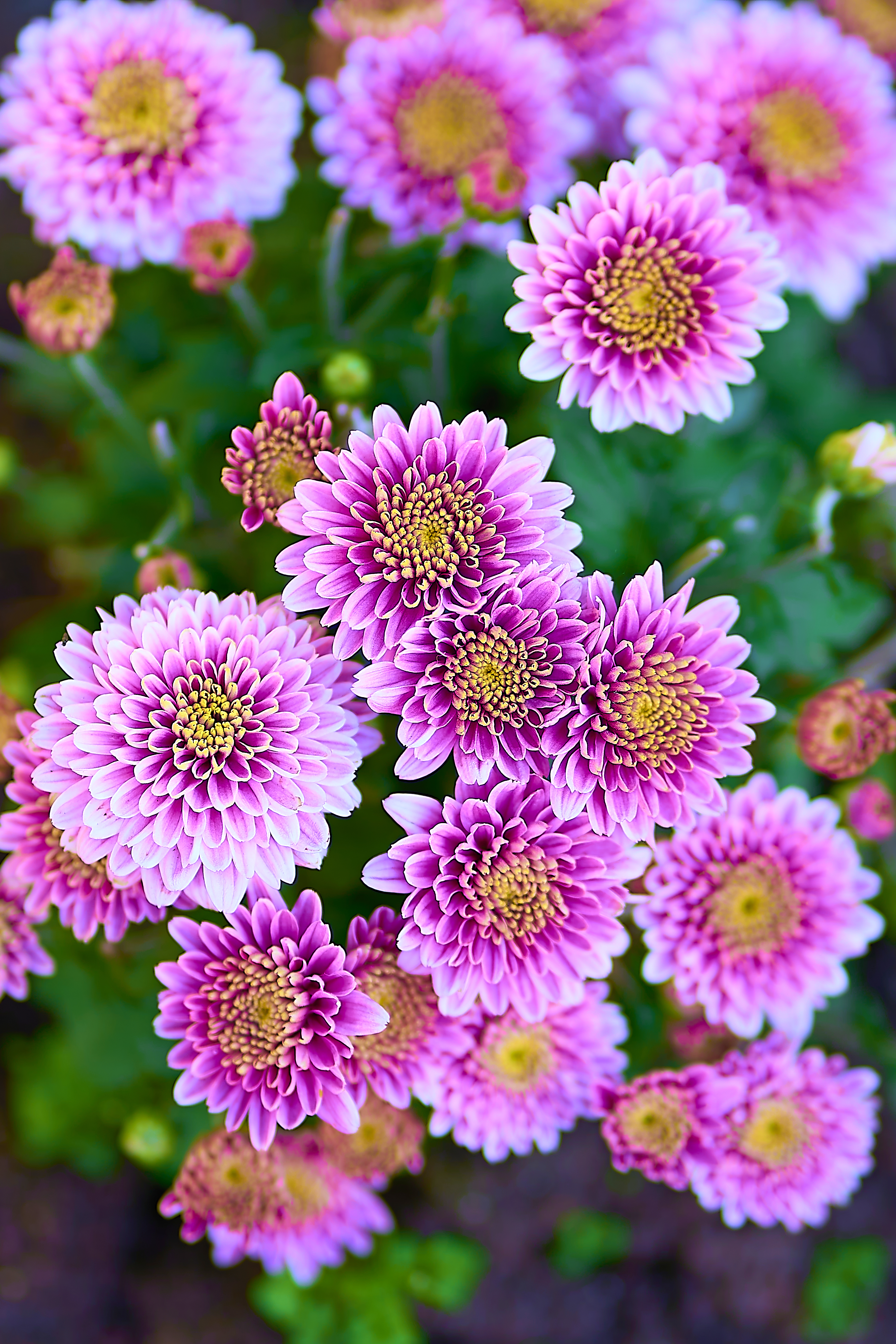
Chrysanthemum indicum
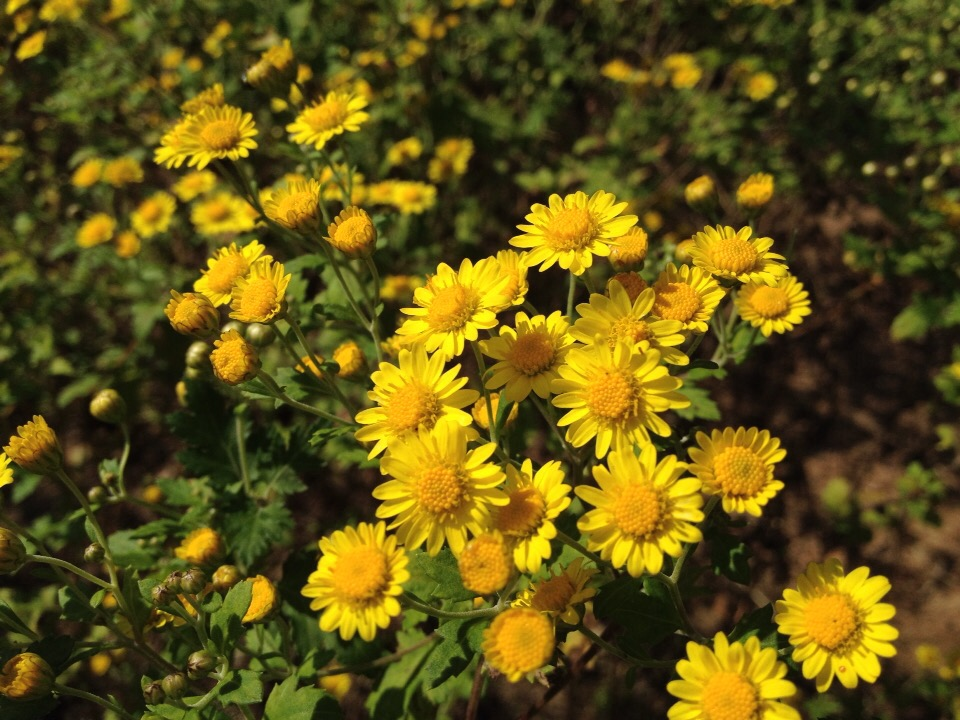
Chrysanthemum lavandulifolium
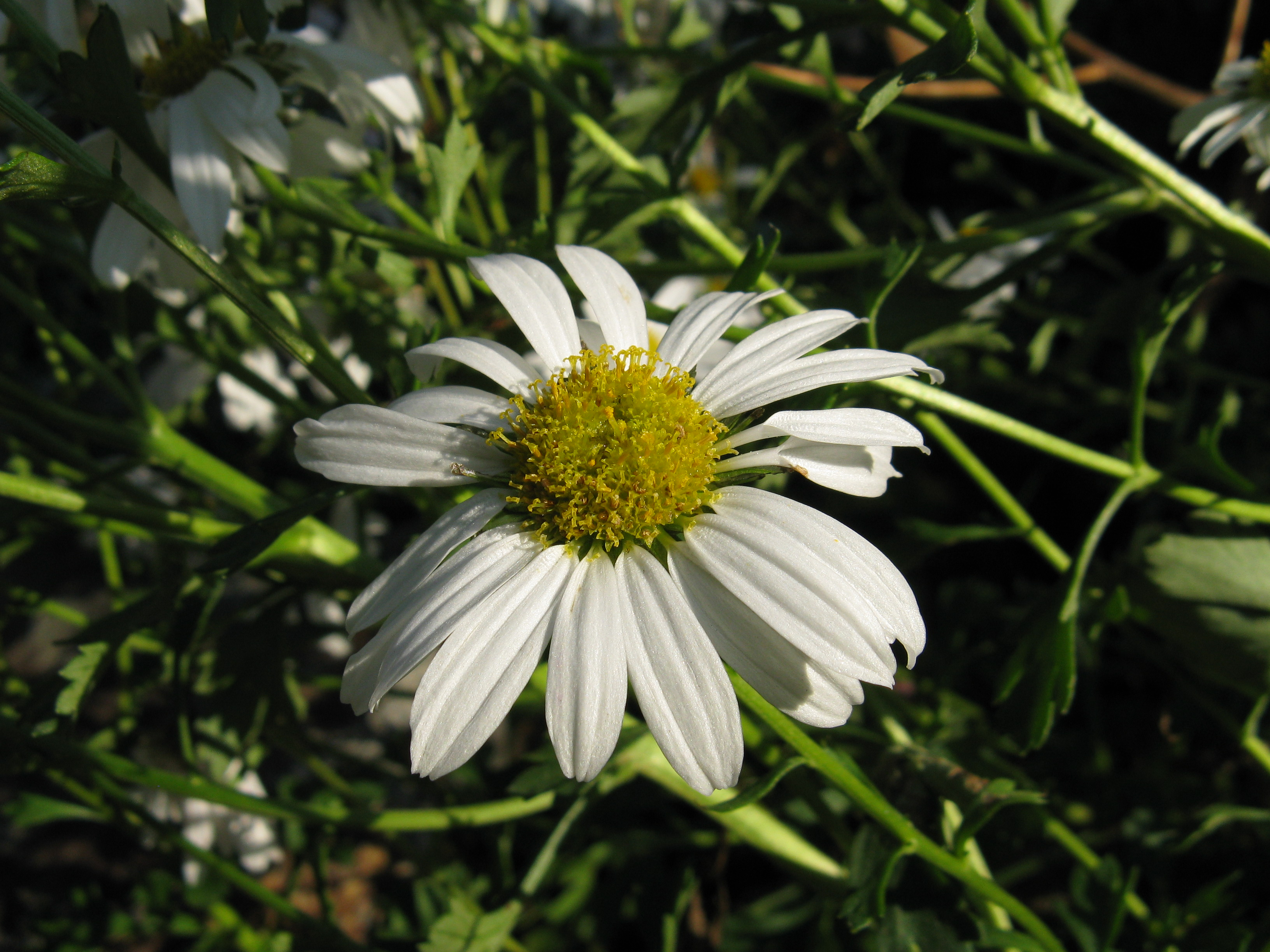
Chrysanthemum naktongense

O...Z
- Chrysanthemum okiense Kitam.
- Chrysanthemum oreastrum Hance
- Chrysanthemum ornatum Hemsl.
- Chrysanthemum parvifolium C.C.Chang
- Chrysanthemum potentilloides Hand.-Mazz.
- Chrysanthemum rhombifolium (Y.Ling & C.Shih) H.Ohashi & Yonek.
- Chrysanthemum sinuatum Ledeb.
- Chrysanthemum vestitum (Hemsl.) Stapf
- Chrysanthemum yantaiense M.Sun & J.T.Chen
- Chrysanthemum yoshinaganthum Makino ex Kitam.
- Chrysanthemum zawadzkii Herbich
- Chrysanthemum zhuozishanense L.Q.Zhao & Jie Yang

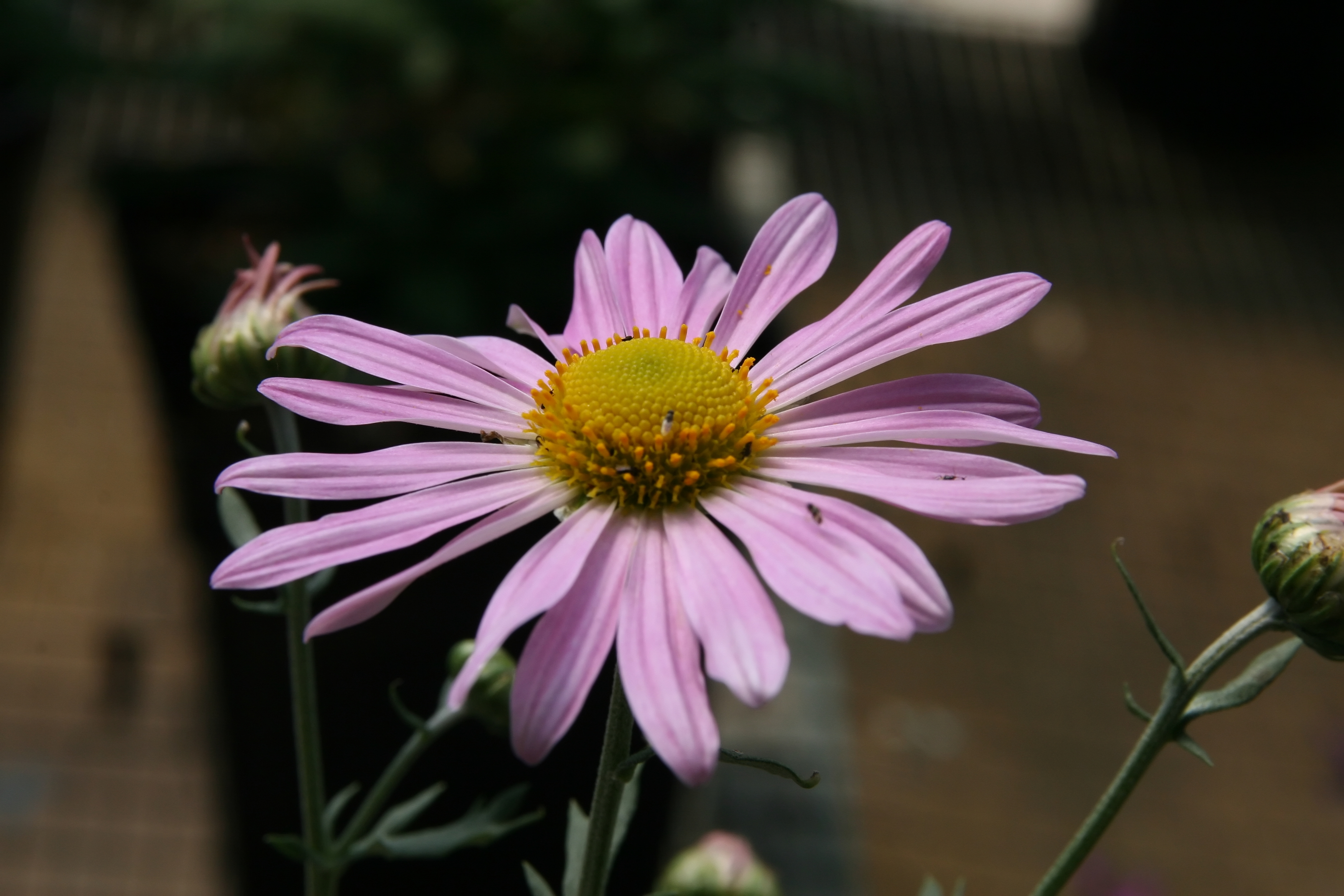
Chrysanthemum zawadzkii

Nota: dall'elenco sono state tolte le seguenti due specie in quanto, in base ad un recente sudio, sono state assegnate al genere Arctanthemum :
- Chrysanthemum arcticum  L., nuovo nome Arctanthemum arcticum  (L.) Tzvelev
- Chrysanthemum integrifolium  Richardson, nuovo nome Arctanthemum integrifolium  (Richardson) Tzvelev

### Flora italiana
Nella flora italiana è presente solamente una specie di questo genere:
- Chrysanthemum indicum  L. - Crisantemo: l'altezza massima della pianta è di 3 - 10 dm; il ciclo biologico è perenne; la forma biologica è emicriptofita cespitosa (H caesp).

### Sinonimi
Sono elencati alcuni sinonimi per questa entità:
- Arctanthemum (Tzvelev) Tzvelev
- Dendranthema  (DC.) Des Moul.
- Hulteniella  Tzvelev

### Binomi obsoleti
Le seguenti specie, in passato attribuite al genere Chrysanthemum, hanno oggi una differente collocazione tassonomica:
- Chrysanthemum achilleifolium (M.Bieb.) Kuntze = Tanacetum achilleifolium (M.Bieb.) Sch.Bip.
- Chrysanthemum alpinum L. = Leucanthemopsis alpina (L.) Heywood
- Chrysanthemum anserinifolium (Hausskn. & Bornm.) J.W.Ingram & Dress = Tanacetum poteriifolium (Ledeb.) Grierson
- Chrysanthemum atkinsonii C.B.Clarke = Tanacetum atkinsonii (C.B.Clarke) Kitam.
- Chrysanthemum balsamita L. = Tanacetum balsamita L.
- Chrysanthemum bipinnatum L. = Tanacetum bipinnatum (L.) Sch.Bip.
- Chrysanthemum carinatum Schousb. = Ismelia carinata (Schousb.) Sch.Bip.
- Chrysanthemum caucasicum (Willd.) Pers. = Tripleurospermum caucasicum (Willd.) Hayek
- Chrysanthemum cinerariifolium (Trevir.) Vis. = Tanacetum cinerariifolium (Trevir.) Sch. Bip.
- Chrysanthemum coccineum Willd. = Tanacetum coccineum (Willd.) Grierson
- Chrysanthemum coronarium L. = Glebionis coronaria (L.) Cass. ex Spach
- Chrysanthemum corymbosum L. = Tanacetum corymbosum (L.) Sch. Bip
- Chrysanthemum demnatense Murb. = Rhodanthemum gayanum (Coss. & Durieu) B.H.Wilcox & al.
- Chrysanthemum frutescens L. = Argyranthemum frutescens (L.) Sch.Bip.
- Chrysanthemum gayanum (Coss. & Durieu) Ball = Rhodanthemum gayanum (Coss. & Durieu) B.H.Wilcox & al.
- Chrysanthemum graminifolium L. = Leucanthemum graminifolium (L.) Lam.
- Chrysanthemum grande (L.) Hook.f. = Plagius grandis (L.) Alavi & Heywood
- Chrysanthemum hispanicum (Willk.) Dörfl. = Leucanthemopsis pulverulenta (Lag.) Heywood
- Chrysanthemum incanum Thunb. = Pentzia incana (Thunb.) Kuntze
- Chrysanthemum lacustre Brot. = Leucanthemum lacustre (Brot.) Samp.
- Chrysanthemum leucanthemum L. = Leucanthemum vulgare Lam.
- Chrysanthemum macrophyllum Waldst. & Kit. = Tanacetum macrophyllum (Waldst. & Kit.) Sch.Bip.
- Chrysanthemum majus (Desf.) Asch. = Tanacetum balsamita L.
- Chrysanthemum marschallii Asch. ex O.Hoffm. = Tanacetum coccineum (Willd.) Grierson
- Chrysanthemum maximum Ramond = Leucanthemum maximum (Ramond) DC.
- Chrysanthemum monspeliense L. = Leucanthemum monspeliense (L.) Coste
- Chrysanthemum multicaule Desf. = Coleostephus multicaulis (Desf.) Durieu
- Chrysanthemum myconis L. = Coleostephus myconis (L.) Cass.
- Chrysanthemum nipponicum (Franch. ex Maxim.) Matsum. = Nipponanthemum nipponicum (Franch. ex Maxim.) Kitam.
- Chrysanthemum nivellei Braun-Blanq. & Maire = Nivellea nivellei (Braun-Blanq. & Maire) B.H.Wilcox & al..
- Chrysanthemum pallens J.Gay ex Perreym. = Leucanthemum pallens (J.Gay) DC.
- Chrysanthemum paludosum Poir. = Mauranthemum paludosum (Poir.) Vogt & Oberpr.
- Chrysanthemum parthenium (L.) Bernh. = Tanacetum parthenium (L.) Sch.Bip.
- Chrysanthemum praealtum Vent. = Tanacetum parthenium (L.) Sch.Bip.
- Chrysanthemum ptarmiciflorum (Webb & Berthel.) Brenan = Tanacetum ptarmiciflorum (Webb & Berthel.) Sch. Bip.
- Chrysanthemum pulverulentum (Lag.) Pers. = Leucanthemopsis pulverulenta (Lag.) Heywood
- Chrysanthemum roseum Adams = Tanacetum coccineum (Willd.) Grierson
- Chrysanthemum roxburghii Desf. = Glebionis coronaria (L.) Cass. ex Spach
- Chrysanthemum segetum L. = Glebionis segetum (L.) Fourr.
- Chrysanthemum serotinum L. = Leucanthemella serotina (L.) Tzvelev
- Chrysanthemum spatiosum (L.H.Bailey) L.H.Bailey = Glebionis coronaria (L.) Cass. ex Spach
- Chrysanthemum ×superbum Bergmans ex J.W.Ingram = Leucanthemum ×superbum (Bergmans ex J.W.Ingram) D.H.Kent
- Chrysanthemum sylvaticum Hoffmanns. & Link = Leucanthemum sylvaticum (Hoffmanns. & Link) Nyman
- Chrysanthemum tchihatchewii (Boiss.) Rehder = Tripleurospermum caucasicum (Willd.) Hayek
- Chrysanthemum tianschanicum Krasch. = Xylanthemum tianschanicum (Krasch.) Muradyan
- Chrysanthemum uliginosum (Waldst. & Kit. ex Willd.) Pers. = Leucanthemella serotina (L.) Tzvelev
- Chrysanthemum viscidehirtum (Schott) Thell. = Heteranthemis viscidehirta Schott
- Chrysanthemum viscosum Desf. = Heteranthemis viscidehirta Schott
- Chrysanthemum vulgare (L.) Bernh. = Tanacetum vulgare L.

## Coltivazione
Le specie annuali si seminano in primavera su terreno di medio impasto, richiedono posizione ben soleggiata.
Le specie perenni si moltiplicano invece per divisione dei cespi in primavera e richiedono posizione soleggiata e terreno ben concimato.
I Chrysanthemum perenni a fiore grande, vengono coltivati come annuali per la produzione del fiore reciso, moltiplicandoli a marzo per mezzo di talee erbacee ricavate dal taglio a raso terra dai suffrutici delle vecchie ceppaie, richiedono esposizione in pieno sole annaffiature regolari, concimazioni settimanali con fertilizzanti liquidi o con liquame di stalla diluito, per ottenere piante raccolte e fiori più numerosi e piccoli si cimano le varietà predisposte per questo tipo di produzione, mentre per la produzione del fiore reciso, si deve provvedere alla posa di tutori per ogni stelo e alla soppressione dei bottoni floreali non desiderati, inoltre per la commercializzazione dei fiori nel periodo autunnale, si sfrutta la sensibilità al fotoperiodo dei Chrysanthemum.

## Avversità

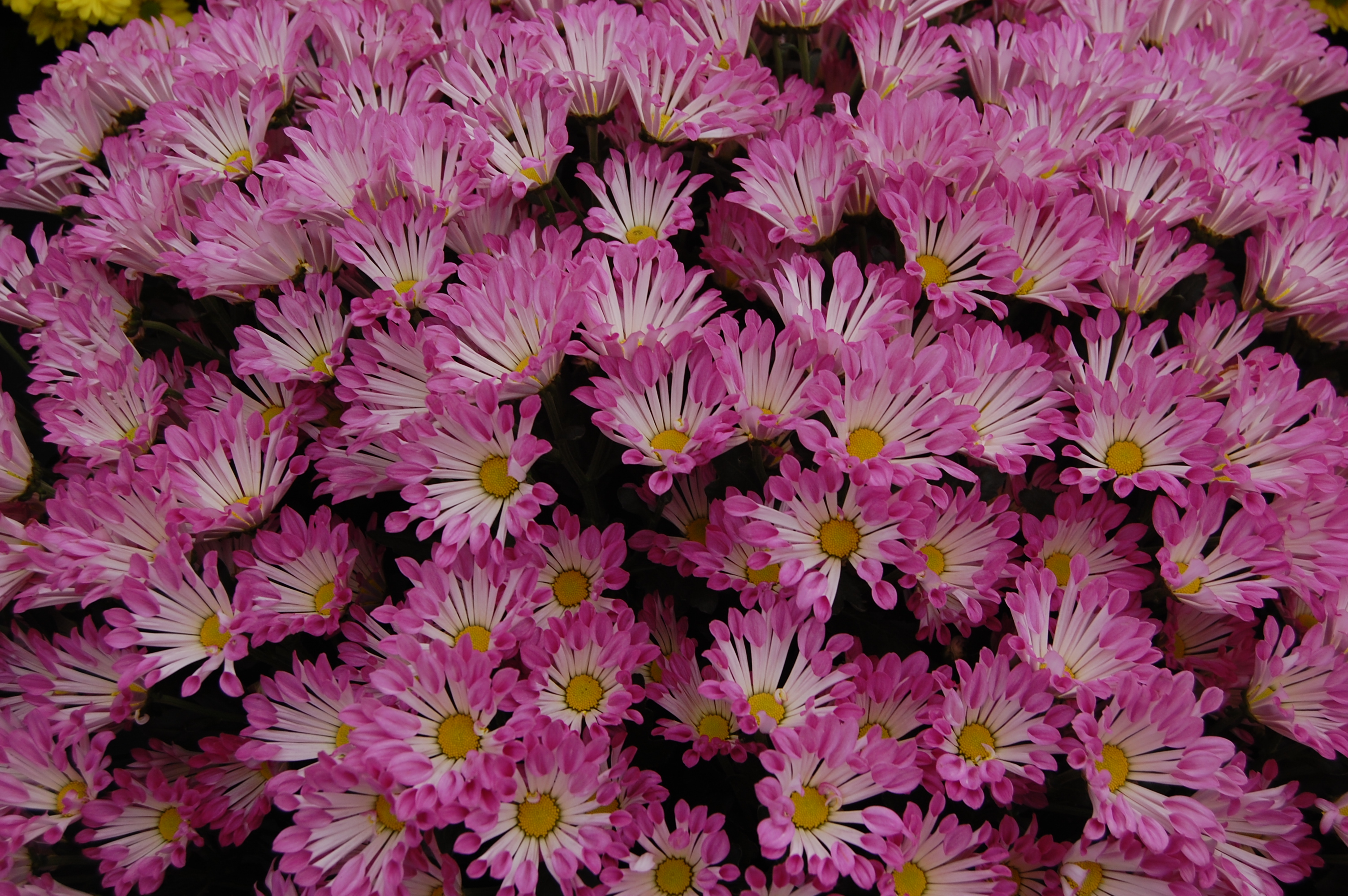
'Dance'

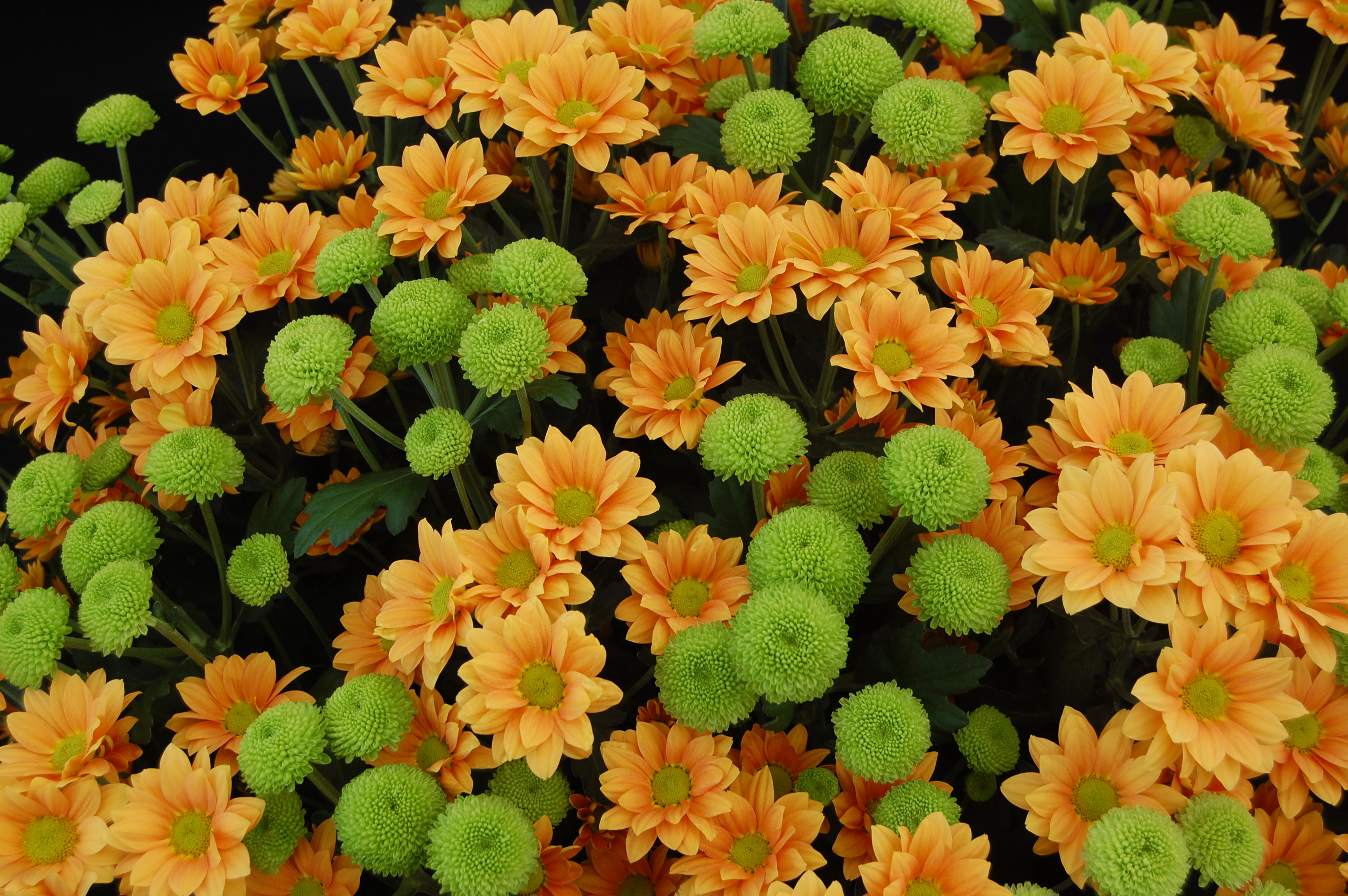
'Enbee Wedding Golden' & 'Feeling Green'

- Cimici - emitteri del genere Lygus provocano macchie bianche sulle foglie che in seguito seccano e cadono, mentre l'attacco ai fiori provoca dannose deformazioni.
- Anguillosi fogliare i nematodi della specie Aphelenchoides ritzema-bosi provocano macchie bruno-giallognole sulle nervature principali delle foglie, facendo inturgidire i tessuti ed estendendosi verso il margine fogliare inscurendosi, successivamente le foglie si arricciano, avvizziscono e disseccano rimando attaccate al fusto.
- Funghi:
  - Mal bianco - (Oidium chrysanthemi) provoca macchie biancastre e farinose sulle foglie e gli steli attaccati.
  - Muffa grigia - (Botrytis cinerea) provoca macchie brune marcescenti su foglie, steli e bottoni floreali che si ricoprono successivamente di una muffa grigiastra.
  - Ruggine - (Puccinia chrysanthemi) provoca sulla pagina inferiore delle foglie piccole macchie polverulenti color ruggine.
  - Tracheomicosi - (Verticillium albo-atrum) le parti aeree delle piante colpite appassiscono e disseccano rapidamente.
  - Vaiolo - (Septoria chrysanthemella) si manifesta inizialmente con macchie bruno-rossastre sparse, sulle foglie, piccioli e fusti, poi le parti colpite diventano grigiastre disseccano e cadono.
- Marciume molle - il batterio Erwinia crysanthemi può colpire o la base del fusto provocando il Marciume pedale o il midollo con il Marciume midollare, con conseguente avvizzimento della pianta.
- Virus:
  - Giallume - la pianta attaccata diventa giallastra, i fiori assumono un colore verdastro, si osserva la produzione di numerosi getti secondari che portano piccole foglie deformi.
  - Mosaico - le giovani piante colpite mostrano una maculatura a mosaico con aloni clorotici e necrotici sulle foglie e sullo stelo.
  - Nanismo - le piante colpite presentano foglia con macchie clorotiche, assenza di fioritura o fiori piccoli e decolorati.

## Simbologia

### Italia
In Italia (e in altri Paesi europei) il crisantemo è il fiore che tradizionalmente si porta ai propri cari defunti al cimitero ed è in generale associato a situazioni di lutto.
Probabile motivazione di ciò è il fatto che la pianta fiorisca fra la fine di ottobre e l'inizio di novembre, in concomitanza al giorno dei morti (2 novembre).

### Giappone

L'emblema del Giappone

Il crisantemo costituisce un simbolo davvero importante nell'Impero del Sol Levante, essendone l'emblema ufficiale.
Venne associato al trono imperiale, detto Trono del Crisantemo, dall'imperatore Go-Toba nel XII secolo ed è inserito nello stendardo imperiale del Giappone; l'attuale stendardo dell'Imperatore del Giappone è costituito da un crisantemo dorato di sedici petali posto al centro di uno sfondo rosso; le proporzioni sono di due unità in altezza e tre di lunghezza (2:3). L'Imperatrice usa lo stesso simbolo, ma esso è a forma di coda di rondine. Il principe e la principessa ereditari usano la medesima bandiera, le differenze consistono soltanto in un crisantemo leggermente più piccolo e un orlo bianco al centro.

Lo stendardo imperiale del Giappone

Lo stemma della Giordania

### Giordania
Il crisantemo compare come disegno in uno scudo in bronzo all'interno dello stemma del Regno di Giordania, la cui descrizione ufficiale spiega come si tratti di un motivo comune nell'arte e nell'architettura araba.